# یرکووتسی
یرکووتسی (به لاتین: Yerkovtsy) یک منطقهٔ مسکونی در روسیه است که در استان آمور واقع شده‌است.